# Doppelname (Vorname)
Ein Doppelname im Sinne eines Vornamens bezeichnet die Zusammenfügung zweier Vornamen zu einem neuen. Bei einem Doppelnamen gehören immer beide Bestandteile fest zusammen, es wird also nicht nur einer davon als Rufname genutzt.

## Schreibweise
Doppelnamen können zu einem Wort verschmelzen (Kontraktion, Doppelform), wie Annemarie/Marianne, Hannelore, Hanspeter, Karlheinz, Lieselotte. Daneben findet sich die Schreibung mit Bindestrich (Durchkoppelung, Bindestrichname), wie Klaus-Peter, Hans-Jürgen, Jan-Heinrich.

Diese Namen lassen sich im Allgemeinen auch nur in Verbindung abkürzen, also Hanspeter als «H.», Hans-Peter aber als «H.-P.»
Die Betonung der Namen kann bei allen Varianten auf einem der beiden Bestandteile erfolgen.
Im Englischen findet sich eine Analogbildung etwa bei George Washington als Vorname (stehende Namenskombination). Diese Namen kommen in der Epoche der Mehrnamigkeit im Barock auf. Es wurde damals üblich, zwei oder sogar mehrere Vornamen als Rufname zu verwenden – wie bei der Kaiserin Maria Theresia. Wegen der in den Familien verbreiteten Leitnamen – so hießen beispielsweise neun der zehn Töchter der Kaiserin im ersten Namen ebenfalls Maria – verselbständigt sich dann der zweite Namensteil als Rufname.

Dazu finden sich modern ebenfalls Durchkoppelung oder Verschmelzung, wie Stella-Maria/Marie-Estelle zu Maria Meeresstern.
Katholizismus
Im Katholizismus gibt es getrennt geschriebene Doppelnamen. Diese folgt der Usance, bei Heiligen deren zweiten Namen, auch wenn es ein Bei- oder Nachname ist, als Vorname zu setzen. Der Doppelname ist untrennbar mit diesem Heiligen oder einer Verehrung verbunden und hat dann auch einen speziellen Namenstag. Hier verselbständigt sich der zweite Namensteil. Beispiele sind Maria Magdalena (die Maria aus Magdala, daraus Magdalena), Johann Baptist (Johannes der Täufer), Maria Rosaria (Maria vom Rosenkranz, davon Rosa), Maria Viktoria (Maria vom Siege), Franz Xaver (nach dem Hl. Francisco de Xavier y Jassu: Franz, Herr von Javier und Jassu bei Pamplona, daraus Xaver) oder Johann Nepomuk (nach dem Hl. Johannes Nepomuk oder Johannes von Pomuk, tschechisch: Jan Nepomucký, daraus Nepomuk).

### Umwandlung eines Bindestrich-Namens in zwei getrennte Namen
Ein Bindestrich im Vornamen kann z. B. auf elektronischen Systemen Probleme bereiten und durch eine Namensänderung eliminiert werden. Der zweite Namensbestandteil wird dann zu einem weiteren Vornamen (z. B. Hans-Peter / Anna-Sophia → Hans Peter / Anna Sophia). Um einen oder beide Namensbestandteile jedoch weitergehend zu ändern oder einen Namensbestandteil zu streichen, muss ein weiterer wichtiger Grund vorliegen. Auch können zusammengesetzte Namen ohne Bindestrich, z. B. Karlheinz / Annekat(h)rin, nur in Ausnahmefällen in zwei Vornamen aufgespalten werden.
Juristisch gelten Bindestrich-Namen übrigens als untrennbare Einheit, d. h. ein Hans-Peter oder eine Anna-Sophia muss Dokumente immer mit dem vollständigen Vornamen unterschreiben, während ein Hans Peter oder eine Anna Sophia mit beiden Vornamen oder auch nur mit dem ersten oder nur mit dem zweiten Vornamen unterschreiben kann.
Da Bindestrich-Namen als ein Name gelten, kann bei ihnen, anders als bei mehreren einzelnen Namen, die Reihenfolge der Namensbestandteile nicht geändert werden.
Auch bei Abkürzungen bleibt der Bindestrich immer erhalten, so werden z. B. Hans-Peter / Anna-Sophia als H.-P. / A.-S., Hans-P. / Anna-S. oder H.-Peter / A.-Sophia abgekürzt. Bei zusammengesetzten Vornamen ohne Bindestrich wird dagegen nur der Anfangsbuchstabe des ersten Namensbestandteils geschrieben, z. B. Karlheinz / Annekat(h)rin → K. / A.
Jeweils nur zwei Vornamen können mit einem Bindestrich verbunden werden. Ein weiterer Name muss einzeln stehen (z. B. Franz-Otto Friedrich, Anna-Sophia Katharina), kann aber auch seinerseits ein Bindestrich-Name sein (z. B. Franz-Otto Klaus-Dieter, Anna-Sophia Emma-Lena).

## Verbreitung
Im Deutschen kamen die verschmolzenen Formen Ende des 19. Jahrhunderts auf, die durchgekoppelten waren vor allem in den 1930er bis 1950er Jahren populär.

## Abgrenzung zu anderen Namensbildungen
Während bei einem Doppelnamen die beiden Einzelnamen vollständig erhalten bleiben, fallen bei einer Fügung Teile von einem oder beiden Ausgangsnamen weg. Fügungen waren im 19. Jahrhundert in Ostfriesland beliebt.
Auch die alten zweistämmigen Vornamen wie Diethelm oder Hildegard werden nicht als Doppelnamen angesehen.